# Viète (cratère)
Viète est un cratère d'impact lunaire se trouvant au nord du Schickard, dans le secteur Sud-Ouest, entre le cratère Fourier au sud-est, et le cratère Cavendish au-nord-est.
Il a été nommé en l'honneur du mathématicien français François Viète, fondateur de l'algèbre nouvelle.

## Description morphologique
D'un diamètre de 87 kilomètres, il est profond de 4 500 mètres, et situé par 29.2° au sud et  56.3° à l'ouest
Le bord extérieur du cratère a subi une certaine érosion, et de petits cratères se sont formés au nord-est, au sud, et sur les côtés nord-nord-ouest.
Les murs intérieurs sont irréguliers, leurs bases sont incisées par endroits.
Une chaîne de petits cratères se trouve dans la moitié nord de la plaine intérieure, en suivant une ligne de l'est au nord-est.
L'intérieur du cratère est convexe, mais presque plat.

## Cratères satellites

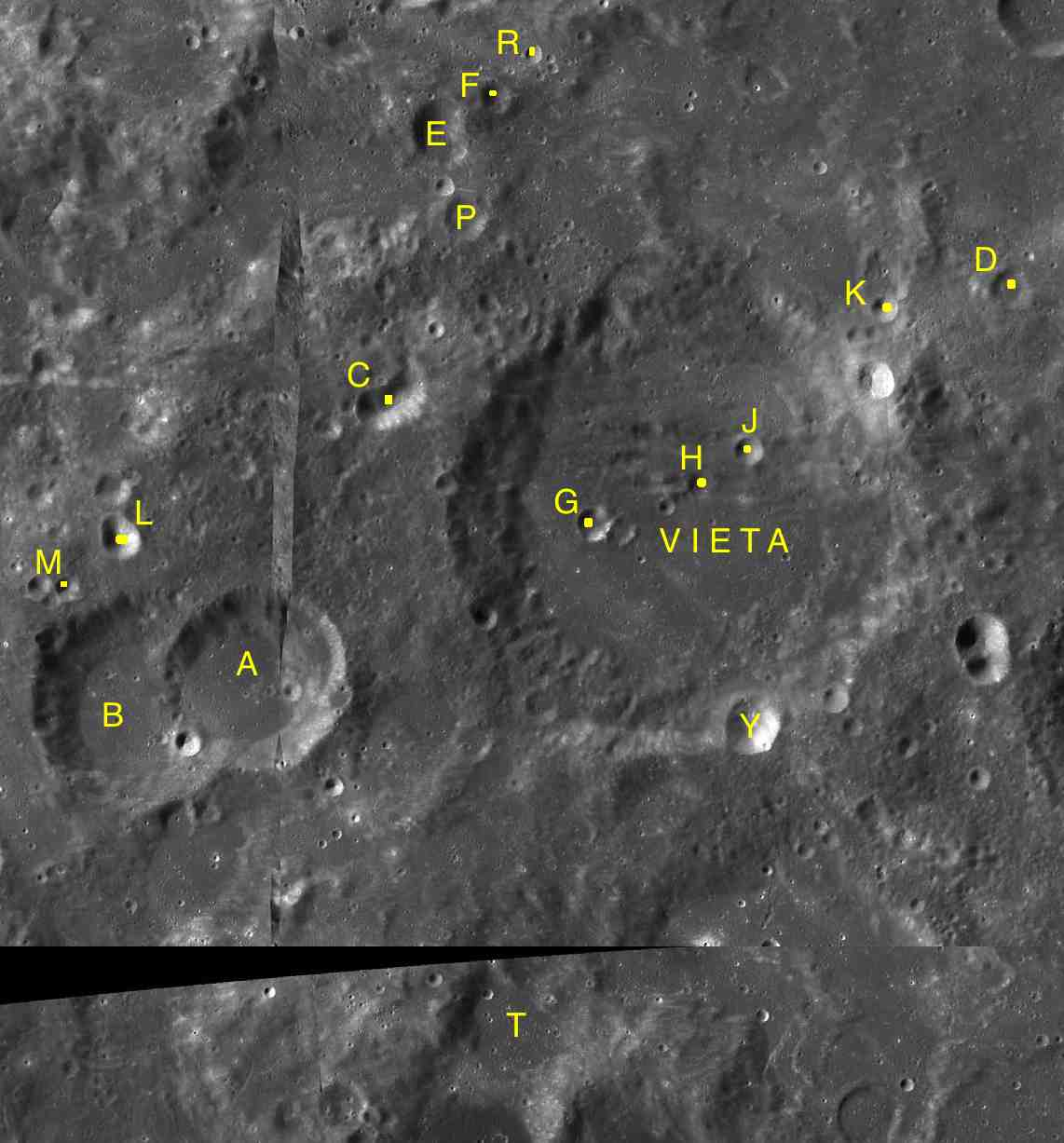
Carte des cratères satellites de Viète.

Par convention, les cratères satellites sont identifiés sur les cartes lunaires en plaçant la lettre sur le côté du point central du cratère qui est le plus proche de Viète.
| Viète | Latitude | Longitude | Diamètre |
| ----- | -------- | --------- | -------- |
| A     | 30.3° S  | 59.3° W   | 34 km    |
| B     | 30.5° S  | 60.2° W   | 40 km    |
| C     | 28.7° S  | 58.4° W   | 12 km    |
| D     | 27.8° S  | 54.2° W   | 8 km     |
| E     | 27.0° S  | 58.1° W   | 11 km    |
| F     | 26.8° S  | 57.7° W   | 6 km     |
| G     | 29.4° S  | 57.0° W   | 6 km     |
| H     | 29.1° S  | 56.2° W   | 5 km     |
| J     | 28.9° S  | 55.9° W   | 6 km     |
| K     | 28.0° S  | 55.0° W   | 5 km     |
| L     | 29.5° S  | 60.2° W   | 8 km     |
| M     | 29.8° S  | 60.6° W   | 5 km     |
| P     | 27.5° S  | 57.9° W   | 8 km     |
| R     | 26.6° S  | 57.5° W   | 3 km     |
| T     | 32.4° S  | 57.8° W   | 28 km    |
| Y     | 30.5° S  | 55.8° W   | 11 km    |

## Sources
- (en) Une étude approfondie de la zone sud ce cratère et de ses environs par Harold Hill : « A Portfolio of Lunar Drawings », p. 157.
- Description et photos de la même zone dans (en) John Edward Westfall, Atlas of the Lunar Terminator, Cambridge University Press, 2000, 292 p. (ISBN 978-0-521-59002-0, lire en ligne), p. 136.
- (en) Quelques renseignement sur la convexité et les murs de Viète Peter Grego : « The moon and how to observe it », p. 194.
- (en) Recherche de photos, cartes et documents concernant Vieta sur le : « Moteur de recherche de l'Institut Lunaire et Planétaire », Universities Space Research Association.
- (en) « Localisation précise et photo du site », supporté par Google Earth, NASA World Wind, Celestia et Stellarium  (site avec licence Creative Commons, voir geody.com).
- (en) Photo(s) du site sur : « Digital Lunar Orbiter Photographic Atlas of the Moon », Universities Space Research Association.
- (en) Site de la NASA sur tous les reliefs de la Lune : « Lunar Atlas », NASA Ames Research Center.
- (en) Fiches et cartes géologiques des reliefs de la Lune sur le site gouvernemental U.S. de géologie : « Gazetteer of Planetary Nomenclature - Moon Nomenclature Table Of Contents », U.S. Geological Survey.